# Абильгор, Оливер
Оливер Абильгор Нильсен (дат. Oliver Abildgaard Nielsen; род. 10 июня 1996, Хассерис, Северная Ютландия) — датский футболист, полузащитник клуба «Комо» и сборной Дании.

## Клубная карьера
Абильдгор — воспитанник клуба «Ольборг». 20 июля 2015 года в матче против «Эсбьерга» он дебютировал в датской Суперлиге. В этом же поединке Оливер забил свой первый гол за Ольборг. В начале 2020 года Абильдгор перешёл в казанский «Рубин» на правах аренды до июня, с опцией выкупа. 1 марта в матче против «Тамбова» он дебютировал в РПЛ. По окончании аренды клуб активировал возможностью выкупа и подписал полноценный контракт до июня 2024 года. 21 ноября 2021 года в поединке против «Сочи» Абильдгор забил свой первый гол за «Рубин». 
Летом 2022 года Абильдгор на правах аренды перешёл в шотландский «Селтик». 1 октября в матче против «Мотеруэлла» он дебютировал в шотландской Премьер-лиге. В начале 2023 года Абильдгор был арендован итальянским «Эллас Верона». 6 февраля в матче против «Лацио» он дебютировал в итальянской Серии A. 
Летом 2023 года Абильдгор на правах свободного агента перешёл в «Комо». 20 августа в матче против «Венеции» Оливер дебютировал в составе нового клуба

## Карьера в сборной
В 2019 году в составе молодёжной сборной Дании Абильдгор принял участие в молодёжном чемпионате Европы в Италии. На турнире он сыграл в матче против команды Германии.
В ноябре 2020 года впервые был вызван в основную сборную Дании. Дебютировал 11 ноября 2020 года в товарищеском матче против сборной Швеции (2:0), выйдя на замену вместо Томаса Дилейни, и на 70 минуте получил желтую карточку.

## Статистика

### Матчи Абильдгора за сборную Дании
| Матчи Абильдгора за сборную Дании | Матчи Абильдгора за сборную Дании | Матчи Абильдгора за сборную Дании | Матчи Абильдгора за сборную Дании | Матчи Абильдгора за сборную Дании | Матчи Абильдгора за сборную Дании |
| --------------------------------- | --------------------------------- | --------------------------------- | --------------------------------- | --------------------------------- | --------------------------------- |
| №                                 | Дата                              | Соперник                          | Счёт                              | Голы Абильдгора                   | Соревнование                      |
| 1                                 | 11 ноября 2020                    | Швеция                            | 2:0                               | —                                 | Товарищеский матч                 |

Итого: 1 матч / 0 голов; 1 победа, 0 ничьих, 0 поражений.